# روبيرتو انسيني
روبيرتو انسيني (بالإيطالية: Roberto Insigne)‏ (11 مايو 1994 بنابولي في إيطاليا - ) هو لاعب كرة قدم إيطالي في مركز الهجوم. شارك مع منتخب إيطاليا تحت 18 سنة لكرة القدم ومنتخب إيطاليا تحت 19 سنة لكرة القدم ومنتخب إيطاليا تحت 21 سنة لكرة القدم. أما مع النوادي، فقد لعب مع نادي أفيلينو ونادي بيروجيا ونادي ريجينا ونادي نابولي.

## وصلات خارجية
- روبيرتو انسيني على موقع الاتحاد الأوربي (الإنجليزية)
- روبيرتو انسيني على موقع قاعدة بيانات كرة القدم.إي يو (الإنجليزية)
- روبيرتو انسيني على موقع Soccerway.com (الإنجليزية)
- روبيرتو انسيني على موقع AS.com (الإسبانية)